# NGC 5672
NGC 5672 ist eine Spiralgalaxie mit ausgeprägten HII-Gebieten vom Hubble-Typ Sb im Sternbild Bärenhüter am Nordsternhimmel. Sie ist schätzungsweise 161 Millionen Lichtjahre von der Milchstraße entfernt.
Das Objekt wurde am 13. März 1785 von Wilhelm Herschel mit einem 18,7-Zoll-Spiegelteleskop entdeckt, der sie dabei mit „vF, vS, iF“ beschrieb. Die Beobachtung von Truman Safford am 4. Mai 1866 führte unter IC 1030 zum Eintrag im Index-Katalog.